# Les Coulisses du commerce équitable
Les Coulisses du commerce équitable est un ouvrage de Christian Jacquiau paru en 2006.

## Auteur
Christian Jacquiau est économiste et écrivain. Il avait publié en 2000 Les coulisses de la grande distribution, dénonçant un certain nombre de pratiques abusives de la grande distribution qui profite de sa position de quasi-monopole, telles que celle des marges arrière.

## Livre
L'auteur, constatant que le terme "commerce équitable" n'est pas juridiquement défini, en distingue diverses interprétations qu'il analyse et compare. L'auteur critique fortement une certaine forme de commerce équitable, qui est celle pratiquée par l'association Max Havelaar.
Il reproche en particulier à l'association :
- de ne pas être évaluée par un organisme indépendant ;
- d'être subventionnée, et donc de ne pas être placée sur un même pied d’égalité que les autres acteurs du commerce équitable ;
- d'associer son image à celle de grands groupes tels que Mc Donalds, Accor, Starbucks ou Dagris (anciennement CFDT, principal acteur de la Françafrique sur la filière textile et actuellement promoteur de coton OGM en Afrique) ;
- sa proximité avec la grande distribution, dont il avait dénoncé le « racket » dans son précédent ouvrage ;
- et donc finalement de fournir une image éthique à ces groupes, mais de type marketing et qui serait vidée de l'essentiel de son contenu.

## Réactions au livre, polémiques et affaire judiciaire
Le magazine L'Expansion a salué les travaux de Christian Jacquiau, les comparant à ceux de Max Weber ou encore Jean Baudrillard.
Max Havelaar conteste le livre de Christian Jacquiau. Pour autant aucun procès ne lui a jamais été intenté pour son livre.
Au sujet du revenu des paysans par exemple, Max Havelaar dit que les revenus des producteurs exportant dans les conditions des standards de FLO se sont accrus en moyenne de 100 % mais ne se prononce pas sur le sort des travailleurs salariés, laissés pour compte du système.
Une étonnante affaire judiciaire est néanmoins survenue à la suite de la parution d'un article impertinent dans L’Écho des savanes, disant que « Max Havelaar fait travailler des quasi-esclaves » (ce qui est évidemment infondé). Max Havelaar a alors poursuivi Christian Jacquiau pour diffamation, lui demandant 100 000 euros de dommages et intérêts. Christian Jacquiau se déclare victime d'un imposteur, Fred Neidhardt, qui lui aurait prêté ces propos scandaleux.
Christian Jacquiau déclare que ce genre de poursuites constitue une procédure intimidante dans son effet (sans affirmer explicitement qu'elle puisse être volontaire de la part de Max Havelaar) ayant pour effet de réduire la liberté d'expression par autocensure.
L'affaire judiciaire déclenchée par l'article de l'Écho des savanes a entraîné la création d'un comité de soutien de plus de 3 000 personnes (incluant de nombreuses personnalités dont José Bové, des acteurs du commerce équitable tels que Michel Besson, des chercheurs tels que Christian Vélot et de nombreux journalistes) pour demander à Max Havelaar l'abandon des poursuites, ainsi que pour soutenir financièrement l'auteur, qui a eu a supporter les frais de justice ainsi que les frais de création de son site Internet.
Thomas Coutrot (d'Attac) a publié une vive critique à la sortie du livre, utilisée par Max Havelaar. Christian Jacquiau a répondu à ces critiques en exposant le précédent conflit qui les opposait, et auquel une note de son ouvrage faisait allusion,. Thomas Coutrot a toutefois rejoint le comité de soutien de Christian Jacquiau.
La justice ayant condamné Christian Jacquiau en première instance, il est actuellement[Quand ?] en appel, ne reconnaissant pas être un diffamateur.[réf. nécessaire]

## Éditions
Les Coulisses du commerce équitable : Mensonges et vérités sur un petit business qui monte, 461 pages, Éditions Mille et une nuits, 2006,  (ISBN 284205959X)

### Du même auteur
- Les Coulisses de la grande distribution, 366 pages, Éditions Albin Michel, 2000,  (ISBN 2-226-11506-4)